# SN 2007qr
SN 2007qr – supernowa typu Ia odkryta 4 listopada 2007 roku w galaktyce A025229-0108. W momencie odkrycia miała maksymalną jasność 20,50m.